# NGC 7305
NGC 7305 (również PGC 69091) – galaktyka eliptyczna (E-S0), znajdująca się w gwiazdozbiorze Pegaza. Odkrył ją Lewis A. Swift 1 września 1886 roku.